# La Maison de Toutou
La Maison de Toutou est une série télévisée d'animation française en 78 épisodes de cinq minutes, créée par Georges Croses et diffusée à partir de mars 1967 sur la première chaîne de l'ORTF à raison d'un épisode par jour.
Au Québec, la série a été diffusée à partir du 11 septembre 1967 dans Monsieur Surprise présente à la Télévision de Radio-Canada.

## Genèse
L'animation était réalisée grâce à des marionnettes d'une soixantaine de centimètres que manipulaient Georges Tournaire (Toutou) et Agnès Vannier (Kiki). La série séduisit de nombreux jeunes enfants en France jusqu'à son arrêt en 1973 ; le rythme de diffusion était mensuel. La série a également eu un très grand succès en Royaume-Uni où elle a été diffusée par la BBC dans les années 1970, sous le titre Hector's House.

## Synopsis
Toutou le chien et Zouzou la chatte vivent dans une jolie maison entourée d'un jardin fleuri. Kiki la grenouille, leur voisine, passe le plus clair de son temps à les regarder par-dessus le mur qui sépare les deux propriétés, tandis que Toutou jardine. Mais Zouzou et Kiki jouent également souvent des tours à Toutou, afin de lui enseigner une leçon, concluant ainsi chaque épisode par la phrase : « Je suis un bon gros toutou serviable/courageux/travailleur/etc. ».

## Fiche technique
- Titre original : La Maison de Toutou
- Réalisateur : Georges Croses
- Scénaristes : Georges Croses, Régine Artarit
- Musique : Francis Lai
- Production :
- Sociétés de production :
- Pays d'origine : France
- Langue : français
- Nombre d'épisodes : 78 épisodes (1 saisons)
- Durée : 5 minutes
- Dates de la 1re diffusion :  France : mars 1967 ;  Royaume-Uni : 9 septembre 1968[1]

## Voix
- Jacques Morel : Toutou
- Lucie Dolène : Zouzou
- Agnès Vannier : Kiki

## Épisodes
1. Une visite mystérieuse
2. Une nouvelle amie
3. La Visite guidée
4. Le Goûter
5. Attention au puits
6. Kiki se déguise
7. Un joli cadeau
8. La Pêche
9. Une bonne cachette
10. Toutou est malade
11. La Partie de cache-cache
12. Colin-maillard
13. La Course de voitures
14. La Chasse aux papillons
15. Vive la gymnastique !
16. Le Grand Rangement
17. Toutou se déguise en pompier
18. L’Île déserte
19. Une sieste bien méritée
20. La Tirelire des vacances
21. Toutou se parfume
22. Une voiture pour partir en vacances
23. Où allons nous pour les vacances ?
24. Toutou jardine
25. En route pour les vacances !
26. Le Joyeux Retour
27. Fouette cocher
28. Toutou fait de la peinture
29. Toutou photographe
30. La Merveilleuse Invention
31. Les Arbres de Noël
32. Toutou joue du tuba
33. Oh le bel épouvantail !
34. Toutou apprend les bonnes manières
35. Comment faire un herbier ?
36. Une surprise pour Zouzou
37. Toutou fait de la confiture
38. Le Jeu de la météo
39. Le Concours de silence

## Personnages

### Toutou
Le personnage de Toutou est un chien (genre Beagle)[réf. nécessaire], vivant dans une maisonnette avec la chatte Zouzou. Leur voisine est la grenouille Kiki.
Dans chaque épisode, Zouzou et Kiki jouent un tour à leur ami Toutou. Celui-ci prononce une phrase à la fin : « Je suis un bon gros Toutou bien attrapé, gourmand, perspicace... ».
Toutou est un bricoleur, il possède un atelier et ses autres grandes passions sont la pêche (il pêche des poissons rouges (!) de son bassin, et le jardinage (il possède un potager), il a un grand cœur et a un sale caractère.

### Zouzou
Le personnage de Zouzou est une chatte qui vit avec le chien Toutou. Leur voisine et amie est la grenouille Kiki. Ses grandes passions sont le jardinage et la cuisine (elle confectionne de très bons gâteaux).
Elle aime jouer des tours, aidée de Kiki, à son ami Toutou.

### Kiki
Le personnage de Kiki est une petite grenouille, météorologue de métier, qui apparaît au début des aventures du chien Toutou et de la chatte Zouzou. Ces deux derniers vivent dans une maisonnette voisine et possèdent un jardin « fabuleux ».
Toutou et Zouzou font la connaissance de leur nouvelle voisine lorsque celle-ci s'aventure par mégarde dans l'atelier du chien.
Kiki a un faible pour les chapeaux, qu'ils soient en tissu, en plastique, en papier…

## Produits dérivés (France)

### VHS
- La Maison de Toutou  volumes 1 à 4 - Studio : Polygram Video ; sorties : 1er septembre 1997, 21 avril 1998, 1er mars 1999.

Références : (ASIN B00004VZXV), (ASIN B00004Y88P), (ASIN B00004Y88Z), (ASIN B00004YAHU).

### DVD
- La Maison de Toutou  volume 1 et 2 - Studio : Universal Pictures Video ; 17 juin 2003 et 5 juillet 2005 ; (ASIN B00009MLIJ) et (ASIN B0009JVWT0).